# Пьерлеони, Гвидо
Гвидо Пьерлеони (Guido Pierleone, также известный как Guido di Bisontio da Orvieto) — католический церковный деятель XIII века. На консистории 1205 года был провозглашен кардиналом-дьяконом с титулом церкви Сан-Никола-ин-Карчере. Вице-канцлер Римско-католической церкви с 1205 года. В 18 декабря 1221 году стал кардиналом-епископом диоцеза Палестрины. Участвовал в выборах папы 1216 (Гонорий III) и 1227 (Григорий IX) годов.